# 칼리 파이퍼
칼리 파이퍼(Carly Piper, 1983년 9월 23일 ~ )는 전 미국의 수영 선수이며, 올림픽 챔피언이다. 800m 자유형 계주(롱코스)에서 미국 팀의 일부로서 그녀는 세계 신기록을 세우는 데 도움을 주었다.
미시간주 그로스포인트에서 태어난 파이퍼는 위스콘신 대학교 매디슨에서 수학하면서 동물학을 전공하여 2006년에 졸업하였다.
대학 재학 중에 그녀는 여성 수영 팀에 높이 성공적 경력을 가져 팀의 주장을 맡았다. 파이퍼는 2번이나 "올해의 빅 텐 수영 선수"로 명예를 얻었고, 18회의 올아메리칸 챔피언이었다.
2004년 미국 올림픽 선발 시합에서 200m 자유형 5위를 하여 아테네 올림픽에 나가는 데 합격하였다. 그녀는 400m 자유형에서 6위를 하기도 하였다.
아테네 올림픽에서 파이퍼는 7분 53.42초의 세계 신기록을 세운 800m 자유형 계주에서 내털리 코글린, 케이틀린 샌더노, 다나 볼머와 함께 금메달을 획득하였다.
그해 12월 20일 그녀의 고향 그로스포인트에서는 아테네에서 파이퍼의 성취로 "칼리 파이퍼 데이"로 선언되었다.

## 같이 보기
- 올림픽 수영 여자 메달리스트 목록
- 수영 계영 800m 세계 기록 추이